# Pokój Marvina
Pokój Marvina (ang. Marvin's Room) – amerykański dramat psychologiczny z 1996 roku w reżyserii Jerry'ego Zaksa. Film otrzymał nominację do Oscara w kategorii najlepsza aktorka (Diane Keaton) oraz do Złotego Globu w tej samej kategorii (Meryl Streep).
Zdjęcia kręcono w New Jersey oraz na Florydzie. Carly Simon zaśpiewała piosenkę "Two Little Sisters" z Meryl Streep w chórkach.

## Opis fabuły
Umierająca na białaczkę Bessie zwraca się o pomoc do siostry, Lee. Ma nadzieję, że ta zgodzi się zostać dawcą szpiku kostnego. Rodzinne spotkanie po 20 latach milczenia okazuje się jednak wyjątkowo burzliwe. One w zasadzie wcale się nie znają i dlatego początkowo nie mogą się porozumieć. Pomostem pomiędzy Bessie i Lee staje się Hank, niezrównoważony psychicznie najstarszy syn Lee, który świetnie dogaduje się z ciotką. Wkrótce wyniki badań szpiku pobranego od Lee wykazują niezgodność tkankową. Teraz jedyną nadzieją dla Bessie jest Hank.

## Obsada
- Meryl Streep – Lee
- Leonardo DiCaprio – Hank
- Diane Keaton – Bessie
- Robert De Niro – Dr Wally
- Hume Cronyn – Marvin
- Gwen Verdon – Ruth
- Hal Scardino – Charlie
- Dan Hedaya – Bob
- Margo Martindale – Dr Charlotte
- Cynthia Nixon – Szef domu emeryta
- Kelly Ripa – Coral
- John Callahan – Lance
- Olga Merediz – Kobieta z salonu piękności
- Joe Lisi – Bruno
- Steve DuMouchel – Mężczyzna na stacji benzynowej
- Lizbeth MacKay – Novice
- Helen Stenborg – Zakonnica przy telefonie
- Sally Parrish – Nun
- Bitty Schram – Janine
- L.A. Rothman – Disney Patron (niewymieniony w czołówce)
- Andrea Leigh – Patricia (niewymieniony w czołówce)
- Victor Garber – (niewymieniony w czołówce)
- Phillip V. Caruso – Odwiedzający Disneyland

## Nagrody i nominacje
Amerykańska Akademia Sztuki i Wiedzy Filmowej – Oskar 1997
- nominacja w kategorii Najlepsza aktorka pierwszoplanowa – Diane Keaton

Hollywoodzkie Stowarzyszenie Prasy Zagranicznej – Złoty Glob 1997
- nominacja w kategorii Najlepsza aktorka w dramacie – Meryl Streep

Gildia Aktorów Filmowych – Aktor 1997
- nominacja w kategorii Najlepsza aktorka w roli głównej – Diane Keaton
- nominacja w kategorii Najlepsza aktorka w roli drugoplanowej – Gwen Verdon
- nominacja w kategorii Najlepszy filmowy zespół aktorski – Dan Hedaya, Diane Keaton, Gwen Verdon, Hal Scardino, Hume Cronyn, Leonardo DiCaprio, Meryl Streep, Robert De Niro

Międzynarodowy Festiwal Sztuki Autorów Zdjęć Filmowych Plus Camerimage – Złota Żaba 1997
- nominacja za Udział w konkursie głównym – Piotr Sobociński